# Wiko Bausoftware
Wiko Bausoftware (kurz: wiko) ist eine Softwarelösung, welche sich vorwiegend an Projektplanungs- und Projektcontrollingabteilungen mittlerer und großer Ingenieur- und Architekturgesellschaften richtet. Hersteller ist die gleichnamige wiko Bausoftware GmbH, welche in Freiburg im Breisgau (Baden-Württemberg) ansässig ist. Die wiko Bausoftware GmbH ist ein Teil der Total Specific Solutions (TSS).

## Funktionsumfang
Die Software bietet ein breites Funktionsspektrum, welches von der Mitarbeiteranlage und -verwaltung, einer vollständigen Adress- und Ansprechpartnerverwaltung, einem Projektvorplanungs-, Steuerungs- und Auswertungs- bzw. Analyse-Tool über ein breites Angebotswesen sowie die Rechnungslegung bis hin zu einem webbasierten Dokumentenmanagement reicht. Wiko berücksichtigt dabei branchenspezifische Vorgaben wie die HOAI oder die DIN 276 zur Ermittlung entsprechender Honorare sowie einer projektbezogenen Kostenverfolgung. Weiterhin ermöglicht wiko die Verwaltung von Subunternehmern, die mobile Baustellendokumentation sowie eine Integration der relevanten Projektbeteiligten und damit die Steuerung der Beziehungen zu externen Geschäftspartnern.
Wiko bedient damit den gesamten generalplanerischen Aufgabenbereich der Baubranche und unterstützt somit entsprechende Unternehmen bei der Organisation, Steuerung und Kontrolle ihrer Projekte und Geschäftseinheiten.

## Verbreitung
Seit der Gründung des Unternehmens 1985 kann dieses auf über 35.000 Installationen bei über 700 Kunden und somit knapp 850.000 durchgeführte Projekte zurückblicken. Aufgrund der großen inhaltlichen Tiefe und des breiten Funktionsumfangs, zählt die wiko Bausoftware GmbH speziell größere deutsche Ingenieur- und Architekturgesellschaften wie Obermeyer Planen + Beraten, RKW Architektur + oder Implenia Construction zu seinen Kunden. Darüber hinaus zählen Landesbetriebe wie der Landesbetrieb Liegenschafts- und Baubetreuung Rheinland-Pfalz (früher Landesbetrieb LBB) zu den Softwareanwendern. Durch die zunehmende Internationalisierung Ihrer Kunden ist das Softwareprodukt der wiko Bausoftware GmbH mittlerweile weltweit im Einsatz.
Die Software findet regelmäßig Erwähnung in entsprechenden Fachzeitschriften. und wird zudem stets bei branchenspezifischen Produkttests berücksichtigt. So bspw. bei einer Studie des Business Application Research Center (BARC) (aufgeführt unter der früheren Bezeichnung 3pleP Project Suite) oder des Magazins Computer-Spezial. Kürzlich wurde die Software auch von LeBihan Consulting einem der führenden Beratungsunternehmen, das sich auf Projekt- und Portfoliomanagement-Lösungen spezialisiert hat, in einem Assessment überprüft. 

## Softwarearchitektur
Die wiko Software läuft im Kundenbetrieb auf einem zentralen Microsoft SQL Server, der sowohl die Unternehmensdaten als auch die Programmdaten bereitstellt. Das System ist datenbankbasierend und speichert die erfassten Informationen in einer Vielzahl unterschiedlicher Tabellen ab, um sie anschließend über SQL-Befehle wieder auszugeben und in der Benutzeroberfläche anzuzeigen oder bspw. via Export in eine Exceltabelle zu schreiben. Die übrigen Workstations im Netzwerkverbund können die Datenbank entweder über einen auf dem Endgerät installierten Client (wiko Client Server Version) oder aber über eine entsprechende URL (Uniform Resource Locator) ansprechen (wiko Web-Version).
Aktuell sind Version 6.0.800 (Web-Version) und Version 5.10 (Client-Server-Version) im Umlauf. Diese deckt einen Großteil der Funktionen der Client-Server-Version ab und wird stetig um zusätzliche sowie teilweise exklusive Module erweitert. Langfristig wird die Web-Version die Client-Server-Version vollständig ablösen.

## Kompatibilität
Wiko bietet eine Vielzahl unterschiedlicher Schnittstellen zu anderen Programmen und hat darüber hinaus bereits Softwarekooperationen mit anderen Anbietern ins Leben gerufen. Die Kompatibilität beschränkt sich dabei nicht nur auf die Verfügbar- bzw. Lesbarkeit der Daten, sondern reicht teilweise bis hin zu automatisierten Abfrage- und Synchronisationsprozessen.

### Schnittstellen
- Microsoft Office (Outlook, Excel, Word)
- DATEV
- SAP ERP
- vCard
- Mail (Apple)
- CalDAV
- IMAP
- TAPI

### Softwarekooperationen
In der jüngsten Vergangenheit rief das Unternehmen eine Softwarekooperation ins Leben, um so ihren Kunden eine umfassende Branchenlösung bieten zu können. Dabei wurde im Bereich der Finanzbuchhaltung auf die etablierte Diamant Software gesetzt.

## Geschichte
Das Unternehmen entstand aus der durch den heutigen Geschäftsführer Rainer Trendelenburg 1985 gegründeten ODS GmbH. Die ODS ging damals mit der aus heutiger Sicht ersten Softwaregeneration von wiko an den Markt, mit dessen Hilfe Planungsbüros und Bauverwaltungen ihre Organisationsprojekte steuern konnten. Im Fokus standen zu dieser Zeit Funktionen wie die Mitarbeiterzeiterfassung und die Ermittlung der zu veranschlagenden Honorare. Später wurden weitere Funktionen rund um das Projektcontrolling integriert.
1990 gelang dem Unternehmen der erste große Erfolg durch die Erwähnung in branchenspezifischen Fachzeitschriften wie bspw. der Computer Spezial. In diesem Zuge brachte das Unternehmen 1995 die zweite Softwaregeneration hervor, welche erstmals Microsoft Windows basiert war und sich speziell dem Themenbereich des Dokumentenmanagements annahm.
Ende der 90er Jahre konnte die wiko Bausoftware mit 10 Mitarbeitern knapp 500 Unternehmen zu seinen Anwendern zählen. So wurde 1999 die dritte Softwaregeneration vorgestellt, die seitdem auf die Technologie des Microsoft SQL Server setzt und speziell das Ressourcenmanagement in den Funktionsumfang aufnahm. Im Jahr 2000 wurde der Softwarehersteller durch die Apsis AG übernommen. Rainer Trendelenburg und sein heutiger Geschäftspartner und damaliger Entwicklungsleiter Elko Kuyper verließen das Unternehmen und gründeten aufgrund ihrer Kontakte zur Branche das Konkurrenzunternehmen 3pleP Development GmbH.
Mit der Neugründung der 3pleP Development GmbH wurde bereits 2001 die vierte Softwaregeneration (unter dem Namen 3pleP Project Suite) ins Leben gerufen. Die weiterhin Windows-basierte Software führte in dieser Version unter anderem Module für ein projektbezogenes Risikomanagement sowie eine integrierte Projektsteuerung ein. Darüber hinaus wurde 2006 eine SAP-Schnittstelle eingeführt, welche bis heute Bestand hat.
Bis zum Jahr 2007 agierten sowohl die 3pleP Development GmbH als auch die Apsis AG gemeinsam am Markt, bis schließlich die 3pleP Development GmbH die indessen geschwächte Apsis AG seinerseits übernehmen und somit erneut die Rechte der Marke wiko wiedererlangen konnte. Zunächst lebte das Softwareprodukt jedoch unter dem Namen 3pleP Project Suite weiter und erfuhr in den darauffolgenden Jahren eine stetige Weiterentwicklung.
Im Jahr 2009 am 15. September gründet die 3plep Development GmbH die Tochtergesellschaft wiko Bausoftware GmbH und verschmolz darin die vorhandenen Anwendungspakete. Seitdem gibt es nach außen nur noch die Softwaremarke wiko und die wiko Bausoftware GmbH als Hersteller und Markenbetreiber. Im Jahr 2012 wurde auf Basis der Microsoft Silverlight Technologie die erste Web-Version von wiko realisiert. Durch den Kurswechsel von Microsoft in Bezug auf diese Technologie erübrigten sich alle weiteren Entwicklung der wiko Bausoftware in diese Richtung.
In der sechsten Softwaregeneration wird indessen vollständig auf Visual Basic Classic (Client-Server) sowie C-Sharp und HTML5 (Web-Version) gesetzt. Zuletzt wurden weitere Funktionen wie etwa das projektbezogene Nachtragsmanagement (2013) oder das Projekt-Dashboard (2017) implementiert. Auf diese Weise kommt es regelmäßig zu kleinen und großen Neuerungen im Produkt, über deren jeweilige Inhalte die Kunden der wiko Bausoftware GmbH über das entsprechende Supportportal der Webseite informiert werden.
Im Jahr 2019 am 15. Oktober wurde die wiko Bausoftware von der Total Specific Solutions (TSS) aus Nieuwegeln in den Niederlanden erworben. Die zur kanadischen AG Constellation Software gehörende TSS ist ein europäischer Anbieter von IT-Geschäftslösungen und besteht aus unabhängigen Geschäftseinheiten, die Produkte und Dienstleistungen für ihre vertikalen Marktsegmente anbieten.